# Bernie Slaven
Bernard Joseph „Bernie“ Slaven (* 13. November 1960 in Paisley) ist ein in Schottland geborener, ehemaliger irischer Fußballspieler. Als Stürmer war er vor allem bekannt für seine Zeit beim englischen FC Middlesbrough, für den er zwischen 1985 und 1993 insgesamt 146 Pflichtspieltore schoss. Er war dazu Teil des irischen Kaders der WM-Endrunde 1990 in Italien. Für die irische Nationalmannschaft absolvierte er zwischen 1990 und 1993 insgesamt sieben A-Länderspiele.

## Sportlicher Werdegang

### Erste Schritte
Der in Paisley geborene Slaven wuchs in dem Glasgower Stadtteil Castlemilk auf. Der Vater war Lieferfahrer für Co-op, die Mutter arbeitete als Schneiderin. Im Alter von 14 Jahren spielte er für die Partick Thistle Amateurs und war zunächst auf der linken offensiven Halbposition zuhause. Auch als er später für Eastercraigs aktiv war, bekleidete er diesen Posten, während der spätere Everton-Profi Graeme Sharp Mittelstürmer in der Mannschaft war. Als der Übergang in den Profibereich anstand, lehnte er eine Offerte des Zweitligisten FC East Stirlingshire ab und verfeinerte seine fußballerischen Qualitäten stattdessen in der Junior League bei Johnstone Burgh. Die aufwändigen Reisen in die Stadt Johnstone störten ihn jedoch bald und so schloss er sich nach Vertragsende dem nahegelegenen Klub Rutherglen Glencairn an. Während der frühen Amateurzeit ging er wie sein Vater einer Arbeit bei Co-op nach, bevor er eine Zeit lang arbeitslos blieb. Im Dezember 1980 wurde Slaven für 750 Pfund von dem Erstligisten Greenock Morton verpflichtet, verblieb aber noch für den Rest der Saison 1980/81 bei Rutherglen Glencairn.
Er debütierte im Oktober 1981 per Einwechslung beim 3:0-Sieg gegen den Airdrieonians FC und stand gegen Celtic Glasgow erstmals in der Startelf. Das erste Tor folgte beim 1:1 gegen erneut den Airdrieonians FC, das sein einziger Treffer in ersten Saison 1981/82 bleiben sollte. Kurz darauf kam es zu einem Streit zwischen Slaven und Trainer Benny Rooney, da der junge Stürmer mehr Einsatzmöglichkeiten für sich in Anspruch nahm. Nach gerade einmal neun Partien ohne Torerfolg in der Abstiegssaison 1982/83 wurde Slaven für einen Vereinswechsel freigestellt. Kurzzeitig kam dieser beim nunmehr nur noch zweitklassig agierenden Airdrieonians FC unter, jedoch plante ihn Trainer Bill Munro lediglich einen Monat für die Überbrückung einer Verletztenmisere ein. Anschließend kam er für drei Monate beim Drittligisten Queen of the South in Dumfries unter, bevor er wieder als „Free Agent“ nach einer längerfristigen Anstellung suchte.

### Albion Rovers
Slaven wurde im April 1984 vom Drittligisten Albion Rovers unter Vertrag genommen. Trainer war dort ironischerweise erneut Benny Rooney. Es sollte allerdings sein Nachfolger Andy Ritchie sein, der Slaven in einen Mittelstürmer umfunktionierte. In dieser Funktion wurde Slaven in der Saison 1984/85 mit 27 Drittligatoren (31 Pflichtspieltreffer insgesamt) bester Schütze in der Liga. Dabei profitierte er auch von zahlreichen Assists von Vic Kasule und zum Ende der Spielzeit wurde er zum besten Drittligaspieler gewählt. Trotz dieses Aufwärtstrends ging Slaven noch einem bürgerlichen Beruf als Gärtner nach. Den gestiegenen Ambitionen konnte er jedoch nur bedingt nachkommen und der Vereinspräsident rief eine Transfersumme von 40.000 Pfund für jeden interessierten Klub aus. Dies war ein stolzer Preis für einen schottischen Drittligaspieler, so dass sich Slaven weigerte, noch einmal für die Rovers zu spielen. In seiner Verzweiflung kontaktierte er 54 englische und schottische Profiklubs mit einem Bewerbungsschreiben. Darauf reagierte der englische Zweitligist FC Middlesbrough und bot ihm ein zweiwöchiges Vorspielen an.

### FC Middlesbrough
In einem Freundschaftsspiel gegen Bradford City zeigte Slaven sein Können, schoss ein Tor und „Boro“ zahlte letztlich den Albion Rovers eine Ablösesumme von 25.000 Pfund. Er debütierte am 12. Oktober 1985 bei einer 0:1-Niederlage gegen Leeds United und ließ eine Woche später bei seinem ersten Heimspiel gegen Bradford City (1:1) sein erstes Tor folgen. Middlesbrough setzte anschließend zu einer Serie von fünf Siegen in acht aufeinanderfolgenden Spielen in den beiden nächsten Monaten an, aber bei nur einem Punkt im Januar 1986 wurde Trainer Willie Maddren entlassen. Unter dem neuen Trainer Bruce Rioch sorgten zwei Kopfballtore von Slaven für einen 3:1-Sieg gegen Grimsby Town. Am letzten Spieltag der Saison 1985/86 ging es gegen Shrewsbury Town um ein direktes Duell um den Klassenerhalt, bei dem Middlesbrough aufgrund einer 1:2-Niederlage den Kürzeren zog. Im Verlauf der Drittligaspielzeit 1986/87 durchlief der Verein ein Insolvenzverfahren, das beinhaltete, dass Trainer Rioch und sein Stab entlassen und von der Heimspielstätte Ayresome Park vertrieben wurden. Nachdem ein Konsortium den Klub vor dem vollständigen Aus bewahrt hatte, wurde Rioch zurückgeholt und obwohl auch zahlreiche Änderungen im Spielerkader vorgenommen werden mussten, blieb Slaven als eine der zentralen Säulen im neuen Team erhalten. Dies stellte er unter Beweis durch insgesamt 22 Tore in 58 Pflichtspielen (darunter ein Hattrick im FA Cup anlässlich der Rückkehr in den Ayresome Park), was am Ende über die Vizemeisterschaft den Weg zurück in die zweite Liga ebnete.
In der folgenden Zweitligasaison 1987/88 war er maßgeblich mit 24 Toren aus 58 Pflichtspielen am direkten Durchmarsch in die höchste englische Spielklasse beteiligt; darunter waren zwei weitere Hattricks beim 4:1-Auswärtssieg gegen Huddersfield Town und beim 4:0-Heimsieg gegen Shrewsbury Town. In der erfolgreichen Play-off-Phase traf er zunächst im Halbfinale gegen Bradford City und bereitete im Finalhinspiel gegen den FC Chelsea das erste Tor von Trevor Senior vor und traf dann selbst zum 2:0-Endstand; im Rückspiel genügte eine 0:1-Niederlage gegen Chelsea. In der First Division fügte sich Slaven gut am 1. Oktober 1988 mit einem Hattrick in der ersten Halbzeit beim 4:3 auswärts bei Coventry City ein. Kurz darauf unterschrieb er, wie viele seiner Mitspieler, einen neuen Vierjahresvertrag bei „Boro“. Zum Ende des Monats wich er auf den linken Flügel aus, um Platz in der Mitte für den neuen Rekordtransfer Peter Davenport zu machen. Schon bald wurde die Umstellung rückgängig gemacht, da sich Davenport schwer tat, die in ihn gesetzten Erwartungen zu erfüllen. Im November 1988 fiel Slaven für die Partie gegen Nottingham Forest aus der Startelf, was der Serie von 136 ununterbrochenen Ligaeinsätzen ein Ende bereitete. Insgesamt tat sich der FC Middlesbrough vor allem in der zweiten Saisonhälfte schwer und als Slaven am 11. April 1989 zwei Tore zum 2:1-Sieg gegen West Ham United beisteuerte, konnte das Team nach 11 Ligaspielen ohne Sieg wieder einmal einen Erfolg feiern. Am letzten Spieltag rutschte Middlesbrough erstmals auf einen Abstiegsplatz aufgrund einer 0:1-Pleite gegen Sheffield Wednesday. Obwohl Slaven oft auf der linken Außenbahn und für ein Abstiegsteam gespielt hatte, war die Ausbeute von 15 Ligatoren respektabel.
Aufgrund weitgehender Verletzungsprobleme im Kader tat sich der FC Middlesbrough auch in der Zweitligasaison 1989/90 schwer und konnte den Abstieg in die Drittklassigkeit nur knapp verhindern. Dies führte letztlich auch zu Riochs Entlassung, der durch Colin Todd ersetzt wurde. Als Trostpflaster diente zumindest der Einzug ins Finale des Full Members Cups nach Siegen gegen Port Vale, Sheffield Wednesday, Newcastle United und Aston Villa. Der erste Auftritt im Wembley-Stadion in der Vereinsgeschichte endete jedoch enttäuschend mit einer 0:1-Niederlage gegen Chelsea. Trotz der durchwachsenen Bilanz konnte Slaven erneut beachtenswerte 32 Pflichtspieltreffer erzielen, was Spekulationen über einen möglichen Abgang nach sich zog. In der Folge bat er schließlich um die Freigabe für einen Vereinswechsel, aber nach intensiven Verhandlungen mit Trainer Todd konnte Slaven davon überzeugt werden, einen neuen Vertrag in Middlesbrough zu unterzeichnen. Nach einer „Ladehemmung“ in den ersten sechs Spielen der Saison 1990/91 ohne Torerfolg meldete er sich eindrucksvoll mit einem Hattrick zum 4:2-Sieg gegen Brighton & Hove Albion zurück. Die Spielzeit war jedoch gekennzeichnet von einem Auf-und-ab; vor allem seine Auswechslung zur zweiten Halbzeit gegen Charlton Athletic am 10. November 1990 sorgte bei Slaven für deutlich geäußerte Verstimmungen und er blieb der Partie in der verbleibenden Zeit fern. Ebenso verärgerte ihn, dass er von Todd häufig wieder auf den linken Flügel „verbannt“ wurde. Nach der Rückkehr auf die Mittelstürmerposition am 12. März 1991 sorgte er mit einem Doppelschlag für einen 3:0-Erfolg gegen Newcastle, blieb aber zum Ende der Saison in 15 Spielen ohne Treffer. Middlesbrough erreichte zwar die Playoff-Spiele, zog aber bereits im Halbfinale gegen Notts County den Kürzeren. Im Rahmen eines geplanten grundlegenden Kaderumbaus setzte Trainer Todd Slaven und zehn Mannschaftskameraden auf die Transferliste.
Zu dem Neuaufbau kam es nicht, da Todd im Juni 1991 entlassen wurde und sein Nachfolger Lennie Lawrence mit Slaven plante, wobei er ihm den neu verpflichteten Paul Wilkinson an die Seite stellen wollte. Eine Wadenverletzung in der Vorbereitung sorgte dafür, dass Slaven seinen Stammplatz vorerst an Stuart Ripley verlor. Im September 1991 eroberte er sich seinen Platz zurück, nachdem ihm als Einwechselspieler gegen den FC Portsmouth und Oxford United drei Tore gelungen waren. Trotzdem hatte Trainer Lawrence immer mehr Probleme mit dem oft eigennützigen Slaven und so investierte der Verein 700.000 Pfund für Andy Payton, der fortan ein effektives Sturmduo mit Wilkinson bilden sollte. Am 23. November 1991 kam es zum internen Duell, als Payton bei seinem Debüt ein Treffer gelang, aber Slaven deren zwei zum 3:1-Sieg gegen Bristol City für sich beanspruchen konnte. Im Januar 1992 verletzte sich Slaven am Knie und eine Operation machte anschließend eine fünfwöchige Pause notwendig. Ihm gelang nach seinem Comeback zwar am 21. März 1992 ein weiterer Hattrick gegen Brighton (4:0), aber die Streitigkeiten mit Lawrence eskalierten derart, dass er zum Saisonende keine Rolle mehr spielte. Erst zur entscheidenden letzten Partie gegen die Wolverhampton Wanderers kehrte er zurück und bereitete den Ausgleich durch Jon Gittens vor, bevor Wilkinson zum 2:1-Endstand traf, womit wiederum der direkte Aufstieg in die neue Premier League sichergestellt wurde. Ein weiterer Erfolg war der Einzug ins Halbfinale des Ligapokals. Hier schoss Slaven im Rückspiel den Ausgleichstreffer gegen Manchester United, bevor Ryan Giggs die Partie in der Verlängerung entschied.
Am 19. August 1992 war Slaven der erste irische Torschütze in der Geschichte der Premier League, als ihm beide Treffer zum 2:0-Sieg gegen Manchester City gelangen. Da Payton und Ripley verkauft worden waren, stand er in sieben der ersten zehn Premier-League-Partien in der Startelf und traf nacheinander gegen Aston Villa und Manchester United. Sein Tor gegen Manchester am 3. Oktober 1992 war sein letztes für Middlesbrough, da Lawrence Wilkinson als einzigen Stürmer einzusetzen pflegte und Slaven somit nur auf der Ersatzbank Platz nahm. Folgerichtig reklamierte Slaven die Freigabe für einen Vereinswechsel und Lawrence willigte ein, sich Angebote anzuhören. Weiterer Unmut kam auf, als Lawrence ihn für die Trainingseinheiten zu den Jugendspielern beorderte und Slaven sich bei der Presse darüber beklagte. Rettung nahte im März 1993, als er ablösefrei von dem Drittligisten Port Vale, der von John Rudge trainiert wurde, unter Vertrag genommen wurde.

### Port Vale
Am 20. März 1993 sah Slaven beim 1:0-Sieg gegen Leyton Orient die erste rote Karte in seiner Karriere nach einem Revanchefoul an Adrian Whitbread. Der erste Treffer folgte knapp einen Monat später beim 4:0-Erfolg gegen Wigan Athletic, dem sich nur vier Tage später das entscheidende 1:0 in der Football League Trophy gegen Exeter City anschloss. Zum Ende der Saison 1992/93 verpasste er mit dem neuen Klub auf Rang 3 knapp den direkten Aufstieg. Im Playoff-Halbfinale wurde Stockport County besiegt, wobei man sich im Endspiel der Football League Trophy erneut traf. Hier bereitete Slaven in Wembley den ersten Treffer durch Paul Kerr vor und sorgte selbst für die 2:1-Entscheidung. Nur acht Tage später absolvierte Slaven das Playoff-Finale erneut in Wembley, musste jedoch eine deutliche 0:3-Niederlage gegen West Bromwich Albion einstecken.
Slaven startete in die Saison 1993/94 mit einem Hattrick zum 6:0-Erfolg gegen den FC Barnet im ersten Heimspiel. Er zog sich jedoch eine Wadenverletzung zu, so dass er seinen Stammplatz an Nicky Cross abgeben musste. Weiteres Ungemach folgte bei einem Trainingszwischenfall mit Peter Swan, der aber zwischen den beiden Akteuren ausgeräumt werden konnte. Schließlich äußerte er seinen Wunsch, in den englischen Nordosten aus familiären Gründen zurückkehren zu wollen. Trainer Rudge wollte diesem Wunsch nicht nachkommen, obwohl er auch nicht bereit war, Slaven eine Beschäftigung über den Sommer 1994 hinaus anzubieten. So ging das Engagement Ende Februar 1994 zu Ende. Sein letztes Tor hatte er beim 1:0-Sieg gegen den Erstligisten FC Southampton im FA Cup geschossen.

### Karriereausklang
Slaven heuerte noch im selben Monat beim Viertliga-Abstiegskandidaten FC Darlington an, wobei er damit räumlich näher an seiner Familie war. Obwohl das fußballerische Niveau nun deutlich schwächer war, blieb seine Ausbeute in der ausgehenden Spielzeit mit zwei Toren in elf Auftritten niedrig. Mit seinem Siegtreffer gegen den FC Chesterfield konnte Slaven seinem neuen Klub zumindest die drohende Schlussleuchte ersparen und wurde stattdessen Vorletzter. Die Darbietungen der Mannschaft waren auch in der Saison 1994/95 mau, schoss aber immerhin sieben Tore in 35 Spielen. Er wurde im Mai 1995 für einen ablösefreien Vereinswechsel freigegeben, aber Slaven folgte dem ärztlichen Rat und beendete seine aktive Laufbahn aufgrund immer schwerwiegenderer Rückenprobleme. Später zwischen 1997 und 1999 ging er seiner Fußball-Leidenschaft in der unterklassigen Northern Football League bei Billingham Synthonia nach, wo er 22 Tore in 21 Spielen schoss.

### Irische Nationalmannschaft
Slaven war aufgrund der irischen Staatsangehörigkeit seines Großvaters spielberechtigt für die irische Nationalmannschaft. Dabei hatte er die von ihm bevorzugte Option, für Schottland zu spielen, zu den Akten gelegt, nachdem ihn der dortige Trainer Andy Roxburgh stets nicht berücksichtigt hatte. So fand sich mit Irlands Trainer Jack Charlton im Jahr 1990 ein bereitwilliger Interessent und bei seinem Debüt am 28. März 1990 traf er gegen Wales zum 1:0-Sieg, indem er den Abpraller des zunächst von Neville Southall gehaltenen Elfmeters von Kevin Sheedy „abstaubte“. Nach einem zweiten Länderspiel per Einwechslung gegen Finnland wurde er in den irischen Kader für die WM-Endrunde 1990 in Italien nominiert. Hier kam er jedoch zu keinem Einsatz und auch in der Folgezeit waren seine Auftritte für Irland rar. Sein siebtes und letztes A-Länderspiel absolvierte er am 17. Februar 1993 erneut gegen Wales (2:1).

### Slavens Spielweise
Slaven war ein Mittelstürmer klassischer Prägung, der seine Abschlussstärke einem guten Stellungsspiel vor dem gegnerischen Tor und einer guten Ballannahme verdankte. Gegenstand von Kritik war sein Abwehrverhalten als auch vermeintliche Schwächen im Kopfballspiel. Ihm hing zudem der Ruf an, häufig in eine Abseitsfall zu „tappen“, auch bedingt durch mangelnde Beweglichkeit im Spiel ohne Ball. Ein Markenzeichen war sein besonderer Torjubel, bei dem er auf das Gatter der Fankurve kletterte und sich dort feiern ließ. Als im Jahr 1996 der alte Ayresome Park in Middlesbrough abgerissen wurde, sicherte er sich ein Stück des Zauns und stellte dieses in seinem Garten auf.

## Titel/Auszeichnungen
- Football League Trophy (1): 1992/93